# 精密机械厂
精密机械厂科技公司（烏克蘭語：Товариство з Обмеженою Відповідальністю Науково-технічний комплекс «Завод точної механіки», ТОВ НТК "ЗТМ"，羅馬化：Tovarystvo z Obmezhenoyu Vidpovidalʹnistyu Naukovo-tekhnichnyy kompleks «Zavod tochnoyi mekhaniky», TOV NTK "ZTM"，直译：科技综合体“精密机械厂”有限责任公司，通常简称NTK ZTM）于1996年根据乌克兰工业政策部长的命令成立，是一家开发和生产小型火炮的专业化企业。公司的自我定位是苏联武器的高质量仿制品制造商，并且是乌克兰唯一一家生产口径达30毫米的火炮和小型武器的工厂。公司属于对国家经济和安全具有战略重要性的企业。

## 引文
1. ↑  . На сайті ООО «ИД Свободная пресса». 2011-02-04  [2024-10-22]. （原始内容存档于2017-03-23）.（俄文）
2. ↑  Юрчук О. . Хмельницька обласна державна адміністрація. 2012-01-09  [2024-10-22].（乌克兰語）
3. ↑  .   [2024-10-22]. （原始内容存档于2024-08-23）.